# Ingrida Šimonytė
Ingrida Šimonytė (Vilnius, 15 de novembro de 1974) é uma política e economista lituana, atual primeira-ministra do país, tendo assumido o cargo em 25 de novembro de 2020, tornando-se a segunda mulher a cumprir a função, após Kazimira Prunskienė. Šimonytė serviu como membro do Seimas pelo círculo eleitoral de Antakalnis desde 2016, e foi ministra da Fazenda no segundo gabinete Kubilius de 2009 a 2012. Ela foi candidata nas eleições presidenciais de 2019. Šimonytė é uma política independente, embora tenha sido filiada à União da Pátria - Democratas-Cristãos.

## Biografia
Nascida em Vilnius, Šimonytė formou-se na Universidade de Vilnius com uma licenciatura em administração de empresas em 1996, tendo posteriormente concluído o mestrado em 1998. Começou a sua carreira como economista e funcionária pública, trabalhando como chefe da divisão fiscal do Ministério das Finanças até 2004. Ela permaneceu na divisão de impostos do ministério até ser nomeada para servir como ministra das finanças em 2009, com a tarefa de estimular a economia da Lituânia após a Grande Recessão. Ela renunciou ao cargo em 2012 e, posteriormente, foi nomeada vice-presidente do conselho do Banco da Lituânia, além de se tornar professora de economia no Instituto de Relações Internacionais e Ciência Política da Universidade de Vilnius e de finanças públicas na Universidade ISM de Gestão e Economia.
Šimonytė voltou à política em 2016, quando concorreu como candidata independente nas eleições parlamentares de 2016 para representar o eleitorado de Antakalnis em Vilnius, ganhando finalmente um assento no parlamento. Em 2018, Šimonytė anunciou sua campanha na eleição presidencial de 2019 e ganhou a indicação da União da Pátria. Ela venceu por pouco o primeiro turno da eleição em 12 de maio de 2019, antes de ficar em segundo lugar, atrás de Gitanas Nausėda, no segundo turno em 26 de maio.
Ela foi reeleita para o parlamento nas eleições parlamentares de 2020, onde a União da Pátria ganhou uma pluralidade de assentos. Após a certificação dos resultados eleitorais, Šimonytė foi proposta como candidata a primeiro-ministro por uma coalizão composta pela União da Pátria, Movimento Liberal e Partido da Liberdade, e tomou posse em 25 de novembro com a nomeação de seu gabinete.